# Dassault MD 453
Le MD 453 Mystère III est un avion de chasse français des années 1950 resté à l'état de prototype.

## Historique
Pour répondre au besoin de l’armée de l’Air désirant un avion de chasse de nuit, le prototype 11 de l’Ouragan avait été construit comme un démonstrateur pour un avion de chasse de nuit, avec un radar de nez et des prises d’air latérales. 
Ce modèle, désigné MD 450-30-L, a été équipé de canons DEFA de 30 mm et a conservé sa configuration monoplace.
Le 18 février 1950, Marcel Dassault signe un marché pour la réalisation d’un chasseur de nuit, le MD 451, appareil biplace directement inspiré du MD 450-30-L.
Avec le développement du Mystère II, Dassault décide en juillet 1951 de remplacer le MD 451 à aile droite par le MD 453 à aile en flèche.

## Description
Le MD 453 Mystère III est dérivé du MD 452 Mystère II. Il diffère de ce dernier par une aile en flèche plus accentuée (32° contre 30°) et plus mince (8 % au lieu de 9 %), des entrées d’air latérales pour installer l’antenne du radar de nez et de deux sièges en tandem.
Il est équipé d’un réacteur Rolls-Royce Tay et de deux canons DEFA de 30 mm.
L’appareil effectue son premier vol le 18 juillet 1952 aux mains du pilote Kostia Rozanoff à Melun-Villaroche.
Deux prototypes supplémentaires du Mystère de nuit devaient être construits, mais devant le manque de radar et l’intérêt porté à des modèles plus évolués comme les Mystère IVN et SO.4050 VautourN, le programme est abandonné en décembre 1953.
L’unique exemplaire du Mystère de nuit termine sa carrière comme banc d’essais volant des sièges éjectables fabriqués par la SNCASO.